# Tetragonodon erinaceus
Tetragonodon erinaceus är en kräftdjursart. Tetragonodon erinaceus ingår i släktet Tetragonodon och familjen Philomedidae. Inga underarter finns listade i Catalogue of Life.